# Mali Vrtop
Mali Vrtop (en serbe cyrillique : Мали Вртоп) est un village de Serbie situé dans la municipalité de Gadžin Han, district de Nišava. Au recensement de 2011, il comptait 122 habitants.

## Démographie
| 1948 | 1953 | 1961 | 1971 | 1981 | 1991 | 2002 | 2011 |
| ---- | ---- | ---- | ---- | ---- | ---- | ---- | ---- |
| 506  | 508  | 502  | 370  | 298  | 209  | 150  | 122  |

|  |